# Apororhynchus amphistomi
Apororhynchus amphistomi son gusanos parásitos microscópicos del género apororhynchus que van a adherirse a las paredes intestinales de los vertebrados. Fueron descritos por Byrd y Denton en 1949.

## Distribución
Estos gusanos parásitos se han encontrado en Norteamérica, especialmente en Estados Unidos.